# دندروفیلیا

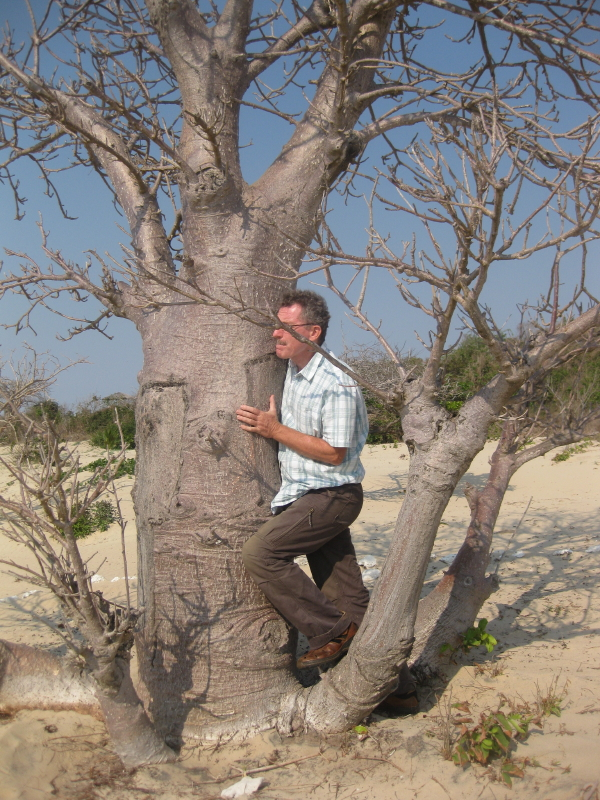
یک مرد، درختی را در آغوش گرفته‌است

دندروفیلیا (انگلیسی: Dendrophilia) یا درخت‌دوستی، (همچنین به عنوان آربورفیلیا (انگلیسی: arborphilia) یا دندروفیلی (انگلیسی: dendrophily) شناخته می‌شود) در لغت به معنای «عشق به درختان» است. این اصطلاح گاهی ممکن است به یک انحراف جنسی اشاره داشته باشد که در آن افراد از نظر جنسی به درختان جذب یا تحریک جنسی می‌شوند. این انحراف ممکن است شامل تماس جنسی یا احترام به عنوان نمادهای آلت‌پرستی یا هر دو باشد.
واژه دندروفیلی در علوم شناختی نیز به کار رفته‌است. فرضیه دندروفیلی فیچ با درختان از نظر بازنمایی شناختی سروکار دارد و بیان می‌کند که مغز انسان با تشکیل ساختارهای درختی با داده‌ها در انتزاع مشارکت می‌کند.